# Rhododendron yungchangense
Rhododendron yungchangense là một loài thực vật có hoa trong họ Thạch nam. Loài này được Cullen miêu tả khoa học đầu tiên năm 1978.